# Transformada de Joukowsky

Ejemplo de la transformada de Joukowsky. El perfil de abajo es la transformada de Joukowsky del círculo de arriba.

En matemática aplicada, la transformada de Joukowsky, que debe su nombre a Nikolai Zhukovsky (quién la publicó en 1910), es una transformación conforme históricamente utilizada para entender algunos principios del diseño de perfiles.
La transformada es
{\displaystyle z=\zeta +{\frac {1}{\zeta }}\,},
donde {\displaystyle z=x+iy} es una variable compleja en el espacio nuevo y {\displaystyle \zeta =\chi +i\eta } es una variable compleja en el espacio original.
Esta transformación también se conoce como transformación de Joukowsky, la transformación de Joukowski, o la transformada de Zhukovsky y otras variaciones.
En aerodinámica, se suele utilizar para resolver el problema de flujo potencial bidimensional alrededor de los perfiles conocidos como perfiles de Joukowsky. Un perfil de Joukowsky se genera en el plano complejo (plano-{\displaystyle z} aplicando la transformada de Joukowsky a un círculo en el plano-ζ). Las coordenadas del centro del círculo son variables, y al modificarlas se cambia la forma del perfil resultante. El círculo encierra al punto {\displaystyle \zeta =-1} (donde la derivada es cero) y se interseca con el punto {\displaystyle \zeta =1}.
Esto se puede conseguir para cualquier posición del centro {\displaystyle \mu _{x}+i\mu _{y}}variando el radio del círculo.
Los perfiles de Joukowsky tienen un punto singular en su borde de salida. Otra transformación conforme, la transformación de Kármán-Trefftz, en la que se puede especificar el ángulo del borde salida, genera una serie de perfiles más extensa. Cuando el ángulo del borde de salida se especifica como cero, la transformada de Kármán-Trefftz se reduce a la transformación de Joukowsky.

## Transformada general de Joukowsky
La transformada de Joukowsky transforma cualquier número complejo {\displaystyle \zeta } a {\displaystyle z} de la siguiente forma:
{\displaystyle {\begin{aligned}z&=x+iy=\zeta +{\frac {1}{\zeta }}\\&=\chi +i\eta +{\frac {1}{\chi +i\eta }}\\&=\chi +i\eta +{\frac {(\chi -i\eta )}{\chi ^{2}+\eta ^{2}}}\\&={\frac {\chi (\chi ^{2}+\eta ^{2}+1)}{\chi ^{2}+\eta ^{2}}}+i{\frac {\eta (\chi ^{2}+\eta ^{2}-1)}{\chi ^{2}+\eta ^{2}}}.\end{aligned}}}
Por lo que la parte real ({\displaystyle x}) y la imaginaria ({\displaystyle y}) son:
{\displaystyle {\begin{aligned}x&={\frac {\chi (\chi ^{2}+\eta ^{2}+1)}{\chi ^{2}+\eta ^{2}}},\\y&={\frac {\eta (\chi ^{2}+\eta ^{2}-1)}{\chi ^{2}+\eta ^{2}}}.\end{aligned}}}

### Ejemplo de la transformada de Joukowsky
La transformación para el círculo unidad es un caso especial.
{\displaystyle {\displaystyle |\zeta |={\sqrt {\chi ^{2}+\eta ^{2}}}=1,\quad {\text{lo que da}}\quad \chi ^{2}+\eta ^{2}=1.}}
Entonces la parte real es {\displaystyle x={\frac {\chi (1+1)}{1}}=2\chi } y la imaginaria es {\displaystyle y={\frac {\eta (1-1)}{1}}=0}.
La transformación de círculo de unidad genera una placa plana en el plano real que va desde −2 a +2.
La transformación de otros círculos generan perfiles con otras formas.

## Campo de velocidad y circulación para el perfil de Joukowsky
La solución al flujo potencial alrededor de un cilindro circular es analítica y bien conocida. Es la superposición de un flujo uniforme, un doblete, y un vórtice.
La velocidad compleja conjugada es {\displaystyle {\widetilde {W}}={\widetilde {u}}_{x}-i{\widetilde {u}}_{y},} alrededor del círculo en el plano-{\displaystyle \zeta } es
{\displaystyle {\widetilde {W}}=V_{\infty }e^{-i\alpha }+{\frac {i\Gamma }{2\pi (\zeta -\mu )}}-{\frac {V_{\infty }R^{2}e^{i\alpha }}{(\zeta -\mu )^{2}}}\ },
donde
- {\displaystyle \mu =\mu _{x}+i\mu _{y}} es la coordenada compleja del centro del círculo,
- {\displaystyle V_{\infty }} es la velocidad de la corriente incidente del fluido,
- {\displaystyle \alpha } es el ángulo de ataque del perfil con respecto a la corriente incidente,
- {\displaystyle R} es el radio del círculo, calculado usando {\displaystyle R={\sqrt {(1-\mu _{x})^{2}+\mu _{y}^{2}}}}, y
- {\displaystyle \Gamma } es la circulación, hallada empleando la condición de Kutta, que se reduce en este caso a

{\displaystyle \Gamma =4\pi V_{\infty }R\sin \left(\ \alpha +\sin ^{-1}\left({\frac {\mu _{y}}{R}}\right)\right)\,}.
La velocidad compleja {\displaystyle W} alrededor del perfil en el plano {\displaystyle z} es, según las reglas del mapeo conforme y utilizando la transformación de Joukowsky:
{\displaystyle W={\frac {\widetilde {W}}{\frac {dz}{d\zeta }}}={\frac {\tilde {W}}{1-{\frac {1}{\zeta ^{2}}}}}\,}.
Aquí {\displaystyle W=u_{x}-iu_{y}} con {\displaystyle u_{x}} y {\displaystyle u_{y}} las componentes de la velocidad en las direcciones {\displaystyle x} y {\displaystyle y}, respectivamente ({\displaystyle z=x+iy} con {\displaystyle x} y {\displaystyle y} reales).De la velocidad, otras propiedades de interés, como el coeficiente de presión o la sustenación pueden ser calculadas.
Los perfiles de Joukowsky tienen un punto singular en su borde de salida.
La transformación debe su nombre al científico ruso Nikolai Zhukovsky. Su nombre históricamente ha sido interpretado de diversas formas, por lo que te puedes encontrar con la transformada escrita de varias maneras.

## Transformación de Kármán-Trefftz
La transformación de Kármán-Trefftz es una transformación conforme estrechamente relacionada con la de Joukowsky. Mientras que los perfiles de Joukowsky tienen un punto singular en el borde de salida, los perfiles de Kármán-Trefftz—que son el resultado de transformar un círculo en el plano {\displaystyle \zeta } al plano físico {\displaystyle z}, equivalente a la definición de Joukowsky—tienen ángulo diferente de cero en el borde de salida, entre el intradós y el extradós. La transformada de Kármán-Trefftz requiere, por tanto, un parámetro adicional: el ángulo del borde de salida {\displaystyle \alpha .} Esta transformación es igual a:

{\displaystyle z=nb{\frac {(\zeta +b)^{n}+(\zeta -b)^{n}}{(\zeta +b)^{n}-(\zeta -b)^{n}}},}   (A)
donde {\displaystyle b} es una constante real que determina las posiciones donde {\displaystyle {\displaystyle dz/d\zeta =0}} y {\displaystyle n} es ligeramente menor que 2. El ángulo de ataque {\displaystyle \alpha } entre las tangentes de la parte superior e inferior del perfil, en el borde de salida está relacionada con {\displaystyle n} por:
{\displaystyle \alpha =2\pi \,-\,n\pi \quad {\text{ y }}\quad n=2-{\frac {\alpha }{\pi }}.}
La derivada {\displaystyle dz/d\zeta }, necesaria para calcular el campo de velocidad, es igual a:
{\displaystyle {\frac {dz}{d\zeta }}={\frac {4n^{2}}{\zeta ^{2}-1}}{\frac {\left(1+{\frac {1}{\zeta }}\right)^{n}\left(1-{\frac {1}{\zeta }}\right)^{n}}{\left[\left(1+{\frac {1}{\zeta }}\right)^{n}-\left(1-{\frac {1}{\zeta }}\right)^{n}\right]^{2}}}.}

### Trasfondo
Primero, suma y resta dos a la transformada de Joukowsky:
{\displaystyle {\begin{aligned}z+2&=\zeta +2+{\frac {1}{\zeta }}\,={\frac {1}{\zeta }}\left(\zeta +1\right)^{2},\\z-2&=\zeta -2+{\frac {1}{\zeta }}\,={\frac {1}{\zeta }}\left(\zeta -1\right)^{2}.\end{aligned}}}
Divide las dos expresiones, lo que da:
{\displaystyle {\frac {z-2}{z+2}}=\left({\frac {\zeta -1}{\zeta +1}}\right)^{2}.}
El lado derecho contiene (como un factor), la segunda ley de la teoría de flujo potencial, aplicada en el borde de salida cerca de {\displaystyle \zeta =+1.} De la teória de transformación conforme sabemos que este mapeo cuadrático transforma la mitad de un espacio en el plano-{\displaystyle \zeta } en un flujo potencial alrededor de una línea recta semi-infinita. Además, los valores de la potencia inferiores a dos resultarán en el flujo alrededor de un número finito de ángulo. Así, cambiando el exponente en la transformación de Joukowsky a un valor ligeramente inferior a dos—el resultado es un ángulo finito en lugar de una discontinuidad. Cambiando 2 por {\displaystyle n} en la ecuación anterior se obtiene:
{\displaystyle {\frac {z-n}{z+n}}=\left({\frac {\zeta -1}{\zeta +1}}\right)^{n},}
que es la transformada de Kármán-Trefftz. Resolviendo para {\displaystyle z} da la ecuación de la forma (A).

## Perfiles de Joukowsky simétricos
En 1943 Hsue-shen Tsien publicó una transformación de un círculo de radio {\displaystyle a} en un perfil simétrico que depende del parámetro {\displaystyle \epsilon } y el ángulo de inclinación {\displaystyle \alpha }
{\displaystyle z=e^{i\alpha }\left(\zeta -\epsilon +{\frac {1}{\zeta -\epsilon }}+{\frac {2\epsilon ^{2}}{a+\epsilon }}\right).}
El parámetro {\displaystyle \epsilon } da lugar a una placa plana cuando es cero, y a un círculo cuando es infinito; por lo que se corresponde con el espesor del perfil.